# Кровавая луна (роман)
«Кровавая луна» (норв. Blodmåne) — 13-й роман из цикла романов о криминальном следователе Харри Холе норвежского автора Ю Несбё.

## Сюжет
Харри Холе уволился из полиции и напивается до беспамятства в Лос-Анджелесе. Помогая знакомой, которую преследует мексиканский картель, он попадает в неприятности. Теперь ему срочно нужно найти миллион долларов, чтобы освободить подругу из заложников. В то же время в Осло происходит убийство двух незнакомых друг с другом женщин. Общество Норвегии в тревожном замешательстве, полиция не может сдвинуться с места в расследовании, а в воздухе витает мысль о «серийном убийце».
Как раз в это время один магнат недвижимости хочет предложить Харри взяться за расследования этого дела. Но дело в том, что именно он является подозреваемым в убийствах…

## Создание
Несбё закончил работу над романом в 2022 году. Но из-за вторжения России на территорию Украины, наряду с другими авторами публично заявил, что в России официально книга выходить не будет. Тем не менее, книга в России уже доступна в любительском переводе с 2023 года.

## Критика
Критика романа за рубежом крайне неоднозначна. Встречаются мнения, что роман чрезвычайно жесток; также есть мнения о том, что это одна из лучших работ Ю Несбё.

## Премии и номинации
- 2023 — Номинация на премию Шведской академии писателей-криминалистов (лучший переведенный криминальный роман года) Швеция
- 2024 — Номинация на премию Mofibo Awards (лучшая переведенная художественная книга года) Дания
- 2024 — Номинация на премию Storytel Awards (лучший саспенс) Швеция
- 2024 — Номинация Гран-при журнала ELLE France[7]